# Porąbka (Rojewo)
Porąbka – osada leśna wsi Rojewo w Polsce, położony w województwie lubuskim, w powiecie międzyrzeckim, w gminie Międzyrzecz.
Osada położona jest bezpośrednio w sąsiedztwie drogi ekspresowej S3, biegnącej na tym odcinku razem z trasą europejską E65.
W latach 1975–1998 osada leśna należała administracyjnie do województwa gorzowskiego.